# Sección Noroeste del Sauz
Sección Noroeste del Sauz är en ort i Mexiko.   Den ligger i kommunen Pedro Escobedo och delstaten Querétaro Arteaga, i den centrala delen av landet, 160 km nordväst om huvudstaden Mexico City. Sección Noroeste del Sauz ligger 1 909 meter över havet och antalet invånare är 137.
Terrängen runt Sección Noroeste del Sauz är platt åt nordost, men åt sydväst är den kuperad. Runt Sección Noroeste del Sauz är det ganska tätbefolkat, med 230 invånare per kvadratkilometer. Närmaste större samhälle är San Juan del Río, 17,0 km sydost om Sección Noroeste del Sauz. Trakten runt Sección Noroeste del Sauz består till största delen av jordbruksmark.